# Gmina Drnje
Gmina Drnje (chorw. Općina Drnje) – gmina w Chorwacji, w żupanii kopriwnicko-kriżewczyńskiej. W 2011 roku liczyła  1863 mieszkańców.